# Vạn Thiệu Phân
Vạn Thiệu Phân (tiếng Trung: 万绍芬; sinh tháng 8 năm 1930) là một chính trị gia Trung Quốc đã về hưu, bà từng là Bí thư Tỉnh ủy Giang Tây từ năm 1985 đến năm 1988. Bà được biết đến như là nữ lãnh đạo Đảng cấp tỉnh đầu tiên của Cộng hòa nhân dân Trung Hoa. Sự nghiệp của bà gắn chặt với sự nghiệp của Hồ Diệu Bang. Bà bị bức hại trong cuộc Cách mạng Văn hóa vì mối quan hệ của bà với Hồ Diệu Bang. Bà đã nổi lên sau khi Hồ Diệu Bang trở thành Tổng Bí thư Đảng Cộng sản Trung Quốc vào năm 1982, và mất chức Bí thư Tỉnh ủy tỉnh Giang Tây sau sự sụp đổ của chính quyền Hồ Diệu Bang năm 1987.

## Cuộc đời và sự nghiệp
Vạn Thiệu Phân sinh tháng 8 năm 1930 tại một ngôi làng gần Nam Xương, thủ phủ của tỉnh Giang Tây. Cha mẹ bà là giáo viên tiểu học, và bà được cho là có tổ tiên là thượng thư binh bộ nhà Tống.
Bà đã học tại Đại học Quốc lập Trung Chính (nay là Đại học Nam Xương), nơi bà tham gia vào các hoạt động ngầm của Cộng sản vào năm 1948. Bà chính thức gia nhập Đảng Cộng sản (CPC) vào năm 1952, sau khi thành lập Cộng hòa Nhân dân Trung Hoa năm 1949, và trở thành một nhà lãnh đạo địa phương trong Liên đoàn Thanh niên Cộng sản Trung Quốc (CYL) và Công đoàn chính thức. Bên cạnh Nam Xương, bà cũng làm việc tại tỉnh Thiểm Tây dưới sự lãnh đạo của Hồ Diệu Bang.
Trong cuộc cách mạng văn hóa, bà bị bức hại vì sự giao thiệp của bà với Hồ Diệu Bang, và bị giam giữ và hành hạ về thể chất. Bà bị tố cáo là người theo tư bản chủ nghĩa và một người ủng hộ của những nhà lãnh đạo bị hạ bệ Lưu Thiếu Kỳ, Đặng Tiểu Bình và Hồ Diệu Bang. Bà đã được phục hồi về chính trị vào năm 1974 và trở lại làm việc ở Giang Tây.
Sau khi Đặng Tiểu Bình lên nắm quyền và bắt đầu thời kỳ cải cách, bà đã nổi lên nhờ tình bạn của bà với Hồ Diệu Bang, người đã trở thành Tổng Bí thư Đảng Cộng sản Trung Quốc năm 1982. Năm 1984, bà trở thành người đứng đầu Ban Tổ chức CPC tỉnh Giang Tây và là thành viên của Ủy ban Thường vụ Tỉnh ủy. Ngày 16 tháng 6 năm 1985, bà được Đại hội Đảng Giang Tây bầu làm Bí thư Tỉnh ủy. Bà đã thu hút được sự chú ý trên toàn thế giới với tư cách là người phụ nữ đầu tiên nắm giữ vị trí lãnh đạo cao nhất cấp tỉnh ở Trung Quốc.
Bà không hoàn thành nhiệm kỳ Bí thư Tỉnh ủy Giang Tây, chủ yếu là vì Hồ Diệu Bang bị thanh trừng vào tháng 1 năm 1987. Vào tháng 6 năm 1988, bà rời chức vụ của bà ở Giang Tây và trở thành phó bí thư đảng của Tổng Công hội Toàn quốc Trung Hoa. Tháng 12 năm 1988, bà được bổ nhiệm làm Phó Trưởng phòng Công tác Mặt trận Trung ương Trung cộng, phụ trách các vấn đề về Hồng Kông, Ma Cao và Đài Loan, và phục vụ ở vị trí đó cho đến tháng 9 năm 1995. Bắt đầu từ năm 1993, bà phục vụ hai nhiệm kỳ như là một thành viên của Ủy ban Thường vụ Đại hội Đại biểu Nhân dân Toàn quốc Cộng hòa Nhân dân Trung Hoa; vào năm 1998, bà được bổ nhiệm làm Phó Chủ tịch Ủy ban Nội vụ và Tư pháp của Quốc hội. Bà là chủ tịch danh dự của Liên đoàn từ thiện Trung Quốc.
Bà được biết đến là nữ lãnh đạo cấp tỉnh đầu tiên ở Trung Quốc. 20 năm trước khi một người phụ nữ khác, Tôn Xuân Lan, đảm nhận chức vụ lãnh đạo cấp cao nhất của tỉnh Phúc Kiến vào năm 2009. Tuy nhiên bà không thích hợp để điều hành nền kinh tế của tỉnh trong thời kỳ cải cách. Trong nhiệm kỳ của mình, tăng trưởng kinh tế của Giang Tây tụt lại phía sau các tỉnh lân cận, đặc biệt là các tỉnh ven biển Chiết Giang, Phúc Kiến và Quảng Đông.
Mặt khác, bà đã đóng góp rất lớn cho các vấn đề phụ nữ ở tỉnh. Bà đã thực hiện các chính sách lớn để cải thiện đời sống của phụ nữ, thành lập các trường đào tạo cán bộ nữ, tổ chức các bài giảng công khai để nâng cao nhận thức của phụ nữ về quyền lợi của họ, và soạn thảo các quy định bảo vệ phụ nữ và trẻ em. Năm 1984, Liên đoàn Phụ nữ Trung Quốc đã ban hành một cuộc gọi vòng tròn chưa từng có cho các cán bộ nữ khác để học hỏi từ lãnh đạo của Vạn Thiệu Phân.

## Cuộc sống cá nhân
Sau khi ly hôn vào cuối những năm 1960, bà đã nuôi dạy con gái mình như một người mẹ độc thân.